# Nectarinia superba
Nectarinia superba é uma espécie de ave da família Nectariniidae.
Pode ser encontrada nos seguintes países: Angola, Benin, Burkina Faso, Camarões, República Centro-Africana, República do Congo, República Democrática do Congo, Costa do Marfim, Guiné Equatorial, Gabão, Gana, Guiné, Quénia, Libéria, Mali, Nigéria, Serra Leoa, Tanzânia, Togo e Uganda.